# Seven Years: 1998–2005
Seven Years: 1998–2005 – płyta zawierająca największe przeboje niemieckiego didżeja ATB, wydana w 2005 roku.

## Lista utworów
| Nr  | Tytuł                    | Długość |
| --- | ------------------------ | ------- |
| 1.  | Humanity                 | 4:23    |
| 2.  | Let U Go (2005 Reworked) | 4:22    |
| 3.  | Believe In Me            | 3:14    |
| 4.  | Trilogie Part 2          | 4:09    |
| 5.  | Take Me Over             | 4:11    |
| 6.  | Far Beyond               | 3:14    |
| 7.  | Here With Me             | 3:36    |
| 8.  | Ecstasy                  | 4:34    |
| 9.  | Marrakech                | 3:43    |
| 10. | In Love With The DJ      | 3:38    |
| 11. | Long Way Home            | 3:58    |
| 12. | I Don't Wanna Stop       | 3:32    |
| 13. | You're Not Alone         | 3:28    |
| 14. | Hold You                 | 3:31    |
| 15. | Let U Go                 | 3:25    |
| 16. | The Fields Of Love       | 3:41    |
| 17. | The Summer               | 3:47    |
| 18. | Killer                   | 4:01    |
| 19. | Don't Stop               | 3:47    |
| 20. | 9 PM (Till I Come)       | 3:19    |

## Wydania

### ATB Seven Years Limited Edition
Album ten został wydany w specjalnej wersji ATB Seven Years Limited Edition, zawierającej dodatkowo dysk DVD, na którym znajdują się:
- Teledyski:
  - 9 pm (Till I Come)
  - Don't Stop
  - Killer
  - The Summer
  - The Fields Of Love
  - Let U Go
  - Hold You
  - You're Not Alone
  - I Don't Wanna Stop
  - Long Way Home
  - Marrakech
  - Ecstasy
  - Believe In Me
  - Humanity (Bonus Video ATB Live In concert)
- Wywiad z ATB
- Galeria zdjęć
- Dokument o powstawaniu płyty
- Dodatkowy teledysk 'Believe In Me' (Exclusive Director's Airplay Cut)

## Pozycje na listach
| Lista | Kraj   | Pozycja |
| ----- | ------ | ------- |
| OLiS  | Polska | 3       |